# Mur (Szerbia)
Mur, település Szerbiában, a Raskai körzet Novi Pazar-i községében.

## Népesség
Lakossága rohamosan gyarapszik.
- 1948-ban 584 lakosa volt.
- 1953-ban 682 lakosa volt.
- 1961-ben 834 lakosa volt.
- 1971-ben 920 lakosa volt.
- 1981-ben 1 021 lakosa volt.
- 1991-ben 2 759 lakosa volt.
- 2002-ben 3 407 lakosa volt, melyből 3 355 bosnyák (98,47%), 32 szerb (0,93%), 11 muzulmán, 1 bolgár, 1 bunyevác, 1 jugoszláv, 1 macedón és 3 ismeretlen nemzetiségű.